# 57.ª División (Ejército Popular de la República)
La 57.ª División —originalmente denominada División asturiana de Choque— fue una de las divisiones del Ejército Popular de la República que se organizaron durante la guerra civil española sobre la base de las Brigadas Mixtas.

## Historial
La unidad fue creada el 2 de julio de 1937, originalmente como División asturiana «de Choque». El mando recayó en el mayor de milicias Luis Bárzana Bárzana. El 6 de agosto recibió su numeración definitiva, quedando agregada al XVI Cuerpo de Ejército. Quedó compuesta por las brigadas mixtas 183.ª, 184.ª y 185.ª —antiguas brigadas asturianas 3.ª, 10.ª y 15.ª—.
La división fue enviada a la provincia de Santander, donde tomó parte en los combates. Al término de la batalla de Santander la 57.ª División, que había quedado gravemente quebrantada durante los combates en «La Montaña», se encontraba cubriendo los accesos occidentales de Asturias. La división sería disuelta, y sus unidades asignadas a otras divisiones.